# Loreto-Jubiläumsjahr
Das Loreto-Jubiläumsjahr oder Lauretanische Jubiläum wurde am 10. Dezember 2019 eröffnet. Es erinnert an die Madonna von Loreto, die im Jahr 1920 durch Papst Benedikt XV. zur Patronin der Luftfahrt (lat. Aeronautarum Patrona) erklärt wurde.
Das Motto des Themenjahres lautete: „Das Lauretanische Jubiläum: Berufen, hoch zu fliegen“. Der Ausdruck „lauretanisch“ bezieht sich dabei auf den lateinischen Namen des italienischen Wallfahrtsortes Loreto.
In bestimmten Kapellen auf Flughäfen weltweit konnten Gläubige im Jubiläumsjahr einen vollkommenen Ablass erhalten.
Da aufgrund der Einschränkungen durch die Corona-Pandemie viele der geplanten Feierlichkeiten nicht stattfinden konnten, verlängerte Papst Franziskus das Jubiläumsjahr bis zum 10. Dezember 2021.